# 小田知重
小田 知重（おだ ともしげ）は、平安時代末期から鎌倉時代前期の武士。鎌倉幕府御家人。小田氏の祖。八田 知重とも。

## 生涯
宇都宮氏の一族で、常陸国守護を務めた八田知家の子。父とともに源頼朝に従い、治承5年（1181年）には頼朝より弓術の達人11人の中に選ばれ、寝所の警備役に任じられている。元暦元年（1184年）の平氏追討では父とともに源範頼軍に従って西国に下向。文治5年（1189年）の奥州合戦にも父とともに東海道軍として出陣している。建久元年（1190年）、頼朝の上洛に父らとともに随行し、頼朝より有功の者として知家が推挙を受けたため、既に叙任を受けていた父の譲りを受けて従五位下左兵衛尉に任じられる。また建久6年（1195年）の二度目の上洛にも随行している。
正治元年（1199年）、梶原景時を弾劾する御家人66名に加わる（梶原景時の変）。元久2年（1205年）、弟の知氏や義弟の中条家長らとともに北条義時軍に加わり、武蔵国二俣川で畠山重忠と戦う（畠山重忠の乱）。建暦3年（1213年）、自邸の近隣に屋敷を構える和田義盛が軍兵を集めていることを察して大江広元にそのことを報告し、和田合戦の端緒を開いた。なおこの戦いで弟の宍戸家政が討死している。前後して父知家は入道し、常陸国守護は知重が継承した。承久3年（1221年）、承久の乱では当初は北条泰時・時房の東海道軍に属し、後に千葉胤綱や結城朝広とともに北陸道軍への増援となっている。戦後は乱に加担を疑われた日吉大社禰宜・祝部成茂の身柄を預かっている。その後、常陸の知行国主・二条定輔と結んで同国御家人・大掾氏が相伝する常陸大掾職を奪おうと画策したが、安貞元年（1228年）に幕府より「非分之望」とこれを退けられている。これによって知家以来の対大掾氏行動は終息したと思われる。